# Lydia (Bibel)

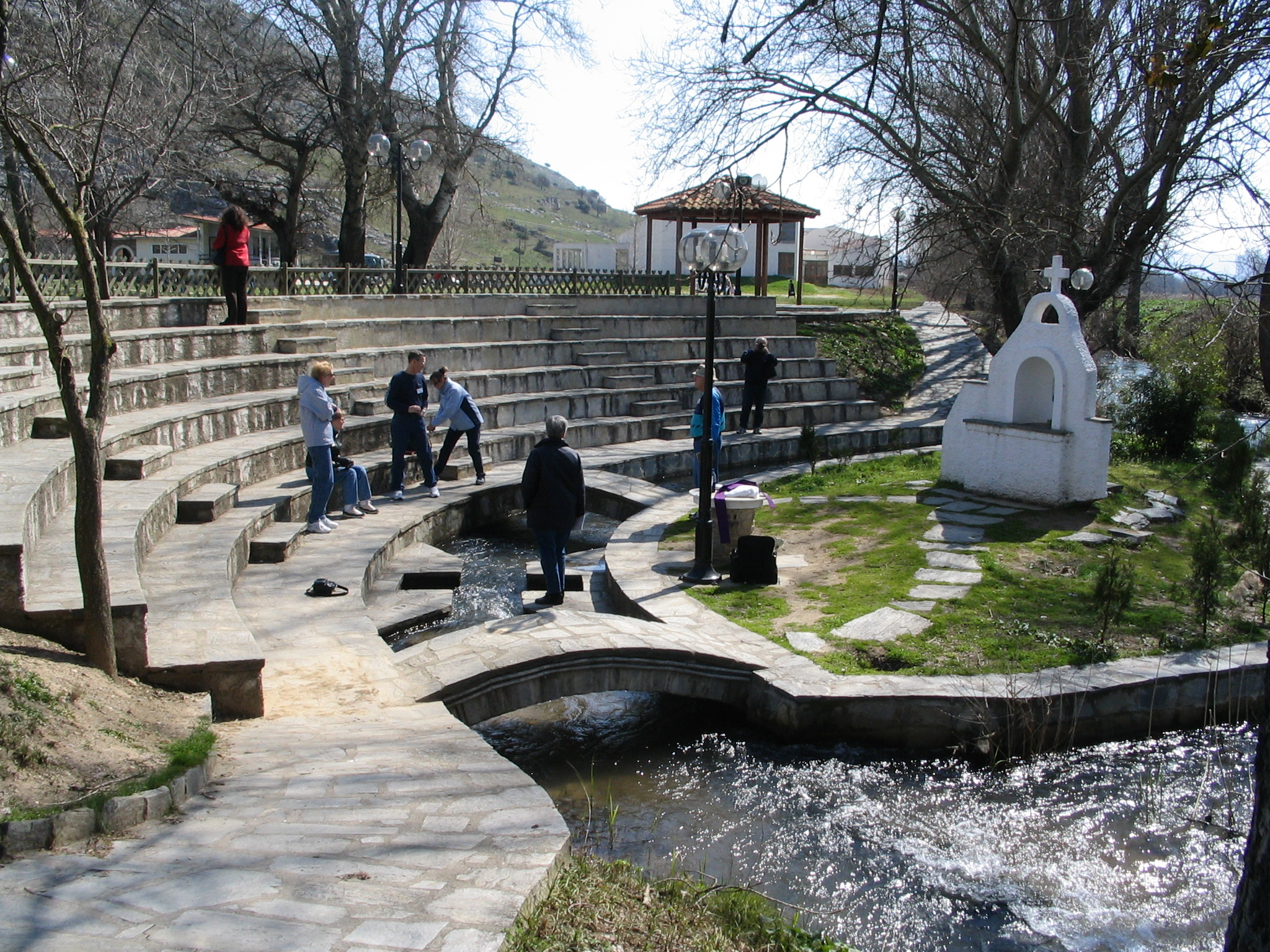
Kapelle in Philippi an dem Ort, an dem Lydia von Paulus wahrscheinlich getauft wurde

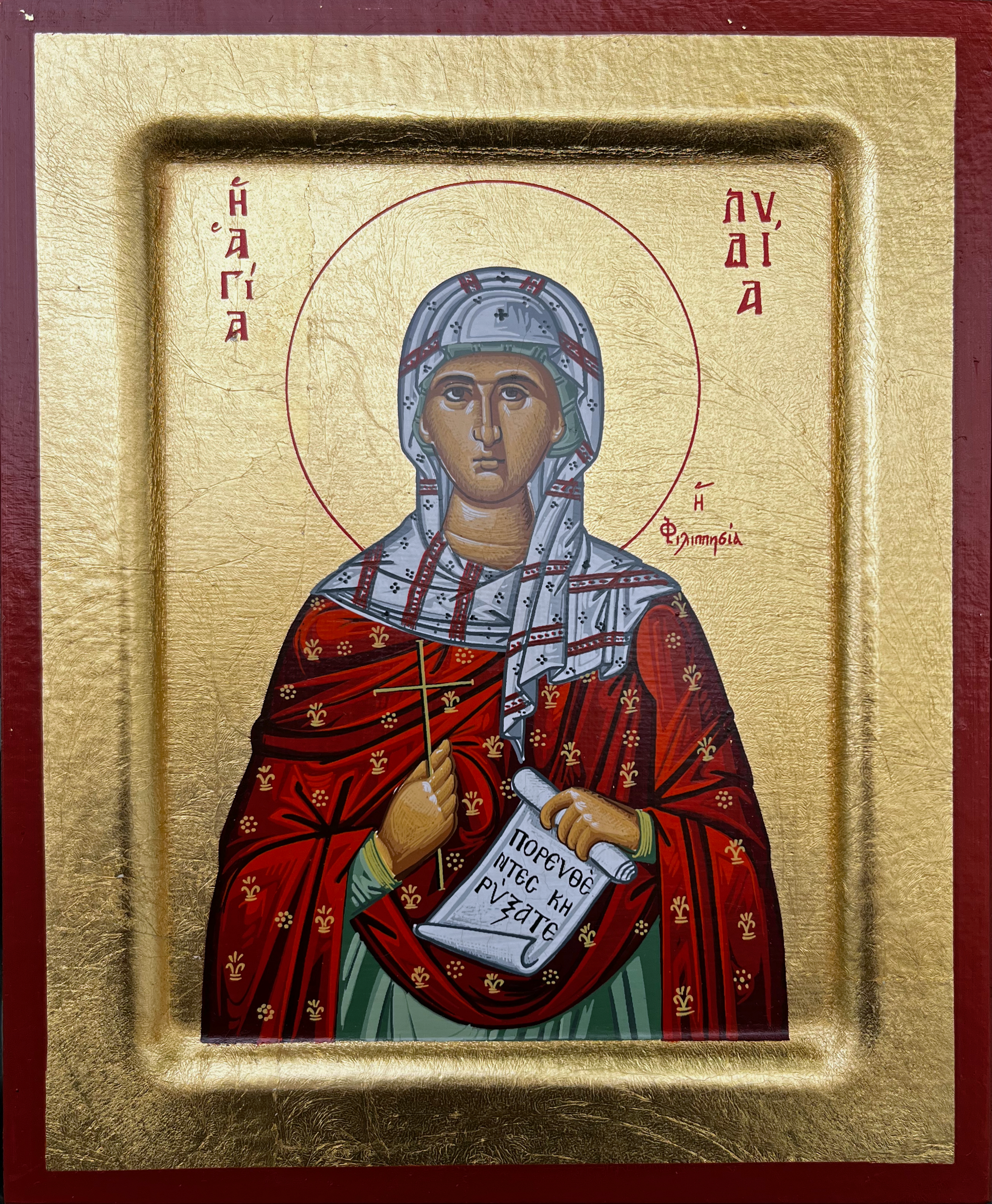
Griechische Ikone der Lydia von Philippi, Lindenholz, 14 × 17 cm, griechische Aufschrift: Η Αγία Λυδία η Φιλιππησία (Heilige Lydia aus Philippi)

Lydia (griechisch Λυδία ἡ Φιλιππησία) war eine Purpurhändlerin im antiken Philippi, die im Neuen Testament erwähnt und als Heilige verehrt wird.
Laut dem Bericht der Apostelgeschichte nahm sie den Apostel Paulus von Tarsus und seinen Begleiter Silas in ihr Haus auf und ließ sich und die Angehörigen ihres Hauses taufen. Sie stammte aus Thyatira (heute: Akhisar) in Kleinasien und gehörte vermutlich zu den sogenannten gottesfürchtigen Griechen, die als Nichtjuden in die Synagogen gingen und dort im Gottesdienst zuhörten.

## Name
Der Name Lydia ist ursprünglich eine Herkunftsbezeichnung. Er bezeichnet eine Frau aus der Landschaft Lydien im Westen der heutigen Türkei.

## Biblische Erwähnungen
- Apostelgeschichte 16,14:

Eine Frau namens Lydia, eine Purpurhändlerin aus der Stadt Thyatira, hörte zu; sie war eine Gottesfürchtige, und der Herr öffnete ihr das Herz, so dass sie den Worten des Paulus aufmerksam lauschte.
- Apostelgeschichte 16,40:

 Vom Gefängnis aus gingen sie zu Lydia. Dort sahen sie die Brüder, sprachen ihnen Mut zu und zogen dann weiter.

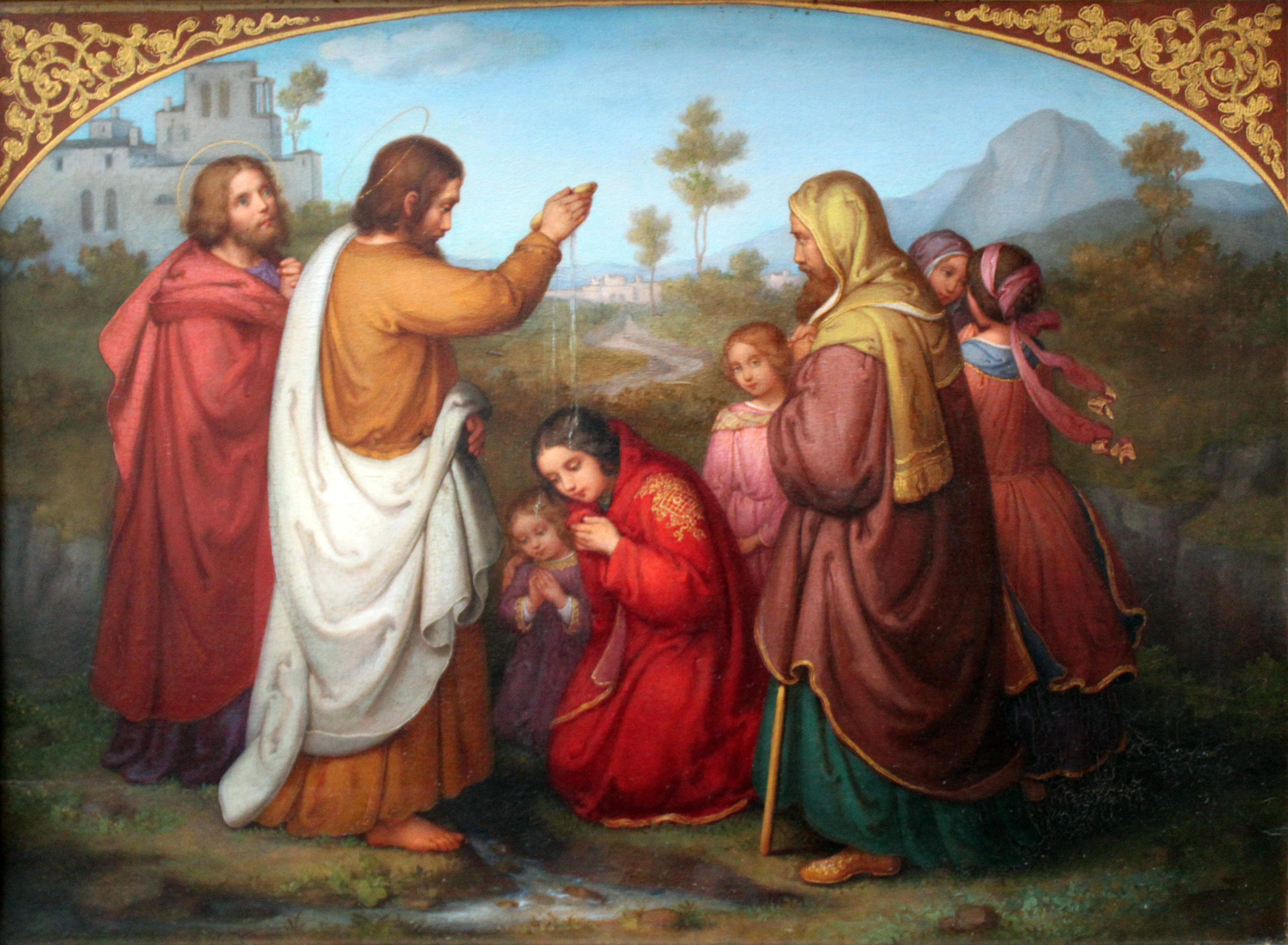
Die Taufe der Lydia, Gemälde von Marie Ellenrieder (1861), Alte Nationalgalerie Berlin

Lydia ist die erste erwähnte Person auf europäischem Boden (in der Stadt Philippi, Griechenland), die während der Missionstätigkeit des Paulus den christlichen Glauben annahm. Sie drängte nicht nur Paulus und Silas, bei ihr zu wohnen, sondern es scheint sich laut Vers 40 auch fortan eine christliche Gemeinde in ihrem Haus versammelt zu haben. Im Philipperbrief erwähnt Paulus die besondere finanzielle Hilfe durch diese Gemeinde, was ebenfalls Lydia angerechnet wird. Somit wird ihr allgemein eine herausragende Stellung zwischen Mäzenin und Gemeindeleiterin beigemessen.

## Verehrung
Lydia wird in den orthodoxen und der römisch-katholischen Kirche als Heilige verehrt. Ihr Gedenktag ist der 3. August, in der römisch-katholischen Kirche infolge der Liturgiereform des 2. Vatikanischen Konzil der 20. Mai, und sie gilt als Schutzpatronin der Färber.
Auch in evangelischen Kirchen gilt sie als denkwürdige Glaubenszeugin. So ist ihr Gedenktag in der Evangelisch-Lutherischen Kirche in Amerika der 27. Januar und in der Lutherischen Kirche – Missouri-Synode der 25. Oktober. Auch in Deutschland sind mehrere evangelische Gemeinden nach ihr benannt, beispielsweise in Berlin, Dortmund, Bielefeld, Bünde und Frankfurt am Main. Die einzige katholische Pfarrei, die als Pfarrpatronin die Heilige Lydia erwählt hat, ist die zum 1. Januar 2023 neu errichtete Pfarrei Simmern-Rheinböllen.